# لو سوليفان
لويس غرايدن سوليفان، (16 يونيو 1951-2 مارس 1991)، مؤلف وناشط أمريكي معروف بعمله بالدفاع عن الرجال المتحولين جنسيًا. ربما كان أول رجل متحول جنسيًا يُعرّف علنًا بأنه مثلي الجنس، وهو مسؤول إلى حد كبير عن الفهم الحديث للتوجه الجنسي والهوية الجنسية.

## النشأة
نشأ سوليفان في ميلووكي، ويسكونسن، وهو الثالث من بين ستة أطفال، نشأ في عائلة كاثوليكية متدينة للغاية وحضر مدرسة ابتدائية وثانوية كاثوليكية. يصف أفكار طفولته المبكرة، والمراهقة المربكة، والتخيلات الجنسية لكونه رجلًا مثليًا. خلال فترة مراهقته، عبّر عن ارتباكه المستمر بشأن هويته.
انجذب سوليفان إلى فكرة لعب أدوار مختلفة بين الجنسين، ووضّح جاذبيته للعب أدوار الذكور في كتاباته، وتحديداً في قصصه القصيرة وقصائده ومذكراته؛ غالبًا ما أُعجب بأفكار المثلية الجنسية الذكورية والهوية الجنسية.

## التحول والبلوغ
بحلول عام 1975 عرّف عن نفسه على أنه متحول جنسي من أنثى إلى ذكر. في عام 1975، أصبح من الواضح أن سوليفان كان بحاجة إلى مغادرة ميلووكي إلى مكان ما حيث يمكن أن يجد مزيدًا من الفهم، لذلك قرر الانتقال إلى سان فرانسيسكو. كانت عائلته داعمة لهذه الخطوة وقدمت له كهدية للرحيل بدلة رسمية تليق برجل وسيم وساعة جيب كانت تخص جده.
عند وصوله إلى سان فرانسيسكو، بدأ سوليفان العمل في شركة ويلسون، حيث كان يعمل كامرأة لكنه كان يرتدي زي الرجل معظم الوقت. في حياته الشخصية، عاش سوليفان كرجل مثلي الجنس، لكنه حُرم مرارًا وتكرارًا من جراحة تغيير الجنس (إس إر إس) بسبب ميوله الجنسية. 
في عام 1976، عانى سوليفان من أزمة حادة في الهوية الجنسية واستمر في العيش كامرأة على مدى السنوات الثلاث التالية. في عام 1978 صُدم بسبب موت أخيه الأصغر. في عام 1979، تمكن أخيرًا من العثور على أطباء ومعالجين قبلوا مساعدته وبدأ في أخذ هرمون التستوستيرون، وأجرى جراحة استئصال الثدي المزدوج بعد عام واحد، ثم ترك وظيفته السابقة للعمل كفني هندسي في شركة أتلانتك-ريتشفايلد حتى يتمكن من تبني هويته الجديدة كرجل مع زملاء عمل جدد.
في عام 1986، حصل سوليفان على جراحة إعادة بناء الأعضاء التناسلية. شُخّصت إصابته بفيروس نقص المناعة البشرية بعد فترة وجيزة من الجراحة، وقيل له إن لديه 10 أشهر فقط للعيش. من المحتمل أن يكون سوليفان قد أصيب بفيروس نقص المناعة البشرية في عام 1980، بعد جراحة صدره مباشرة. كتب: لقد سررت بعض الشيء بإخبار العيادة أنه على الرغم من أن برنامجهم أخبرني أنني لا أستطيع العيش كرجل مثلي، يبدو أنني سأموت مثليًا. مات سوليفان بسبب مضاعفات مرض الإيدز في 2 مارس 1991.